# Val-Couesnon
Val-Couesnon is een Franse gemeente in het departement Ille-et-Vilaine in de regio Bretagne. De gemeente valt onder het Arrondissement Fougères-Vitré en het Kanton Val-Couesnon. De gemeente ontstond op 1 januari 2019 na samenvoeging van de gemeenten Antrain, La Fontenelle, Saint-Ouen-la-Rouërie en Tremblay. Val-Couesnon telde op 1 januari 2022 4.084 inwoners.

## Geografie
De gemeente ligt ongeveer 40 kilometer ten noordoosten van Rennes en grenst aan het departement Manche. Buurtgemeenten zijn:
- Sougéal, Sacey en Saint-James met Montanel in het noorden,
- Les Portes du Coglais met Coglès en Maen Roch met Saint-Brice-en-Coglès in het oosten,
- Saint-Marc-le-Blanc in het zuidoosten,
- Chauvigné und Romazy in het zuiden,
- Rimou in het zuidwesten,
- Bazouges-la-Pérouse in het westen en
- Vieux-Viel in het noordwesten.

De oppervlakte van Val-Couesnon bedroeg op 1 januari 2022 79,01 vierkante kilometer; de bevolkingsdichtheid was toen 51,7 inwoners per km².

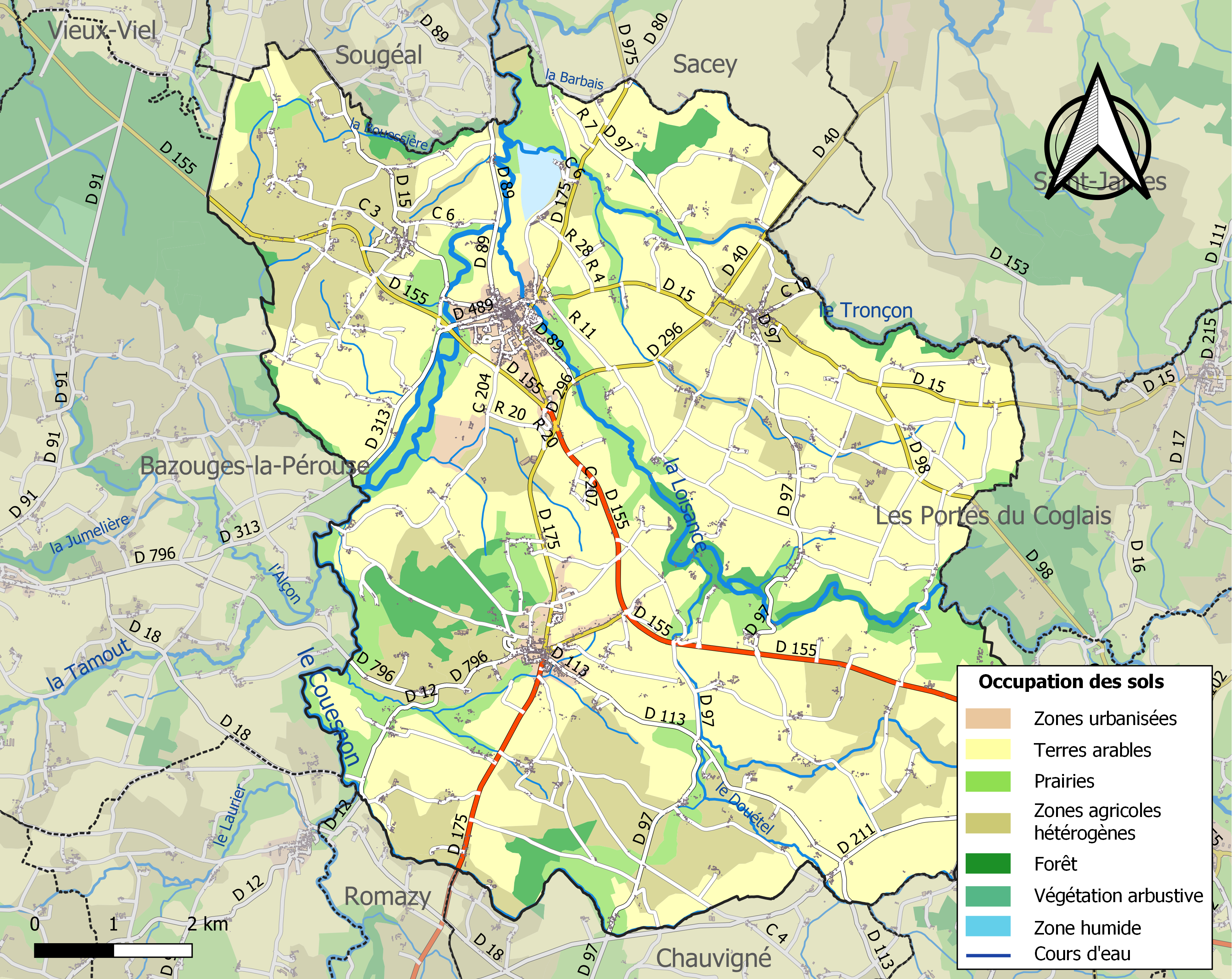
Kaart van de gemeente met belangrijkste infrastructuur, bodemgebruik en omliggende gemeenten